# MS Warta
MS Warta – jeden z czterech bliźniaczych masowców typu Handy-size, zbudowanych dla PŻM (obecnie Polsteam) w Stoczni Szczecińskiej w latach 1992–1993 („Warta” w 1992); obecnie pływa pod banderą Bahama jako „Wartanes”. Trzeci statek pod tą nazwą pod polską banderą.

## Podstawowe dane jednostki
- długość: ~144 m
- szerokość: ~20,6 m
- nośność: 13 756  DWT
- zanurzenie konstrukcyjne: ~8,5 m
- prędkość kontraktowa: 14 węzłów

### Do tej serii statków należą również
- MS Wisła
- MS Odra
- MS Nida

### porównaj
- ORP Warta
- SS Warta